# Pembatang
Pembatang is een bestuurslaag in het regentschap Kuantan Singingi van de provincie Riau, Indonesië. Pembatang telt 948 inwoners (volkstelling 2010).